# Estación de Cabeza de Vaca
Cabeza de Vaca fue una estación de ferrocarril situada en el municipio español de Belmez, en la provincia de Córdoba. Convertida de facto en la estación terminal de la línea Córdoba-Belmez, durante muchos años tuvo una importante actividad y llegó a disponer de un depósito de locomotoras. Su nombre procede de la antigua mina Cabeza de Vaca. En la actualidad las instalaciones se encuentran clausuradas y han sido desmanteladas en su práctica totalidad.

## Situación ferroviaria
Las instalaciones se encontraban situadas en el punto kilométrico 69,2 de la línea férrea de ancho ibérico Córdoba-Almorchón, a 475 metros de altitud sobre el nivel del mar.

## Historia

### Construcción y etapa de «Andaluces»
En el proyecto la construcción de la línea Córdoba-Belmez se dedició establecer en el tramo final del trazado una estación de ferrocarril, a la que se denominaría «Cabeza de Vaca». Dado que la estación de Belmez era propiedad de otra compañía, la estación de Cabeza de Vaca fue la última del trazado entre Córdoba y Belmez. Por este motivo, se instaló allí un depósito de locomotoras, con varias vías de servicio, depósitos de agua, etc. Las instalaciones, que desde 1880 pertenecían a la Compañía de los Ferrocarriles Andaluces, aumentaron su importancia por la actividad minera de la zona; llegaron a instalarse varios ramales que enlazaban las minas con la estación.
Reflejo de este incremento de actividad, en 1902 se ampliaron las instalaciones: se construyó un edificio para oficinas, una vivienda para el jefe de estación, un muelle para carbones y se aumentó la playa de vías —contando con un total de hasta diecisiete vías de servicio—. Además, también llegó a haber viviendas para maquinistas, aguadas, gálibo y otras instalaciones menores. Con el paso de los años Cabeza de Vaca se convirtió en una parada habitual de la línea, al punto de que con posterioridad a 1914 se instaló una cantina en la estación. En la década de 1920 el complejo alcanzó el cénit de su actividad, llegando a haber en servicio hasta diez locomotoras en esta zona.

### Los años de RENFE
En 1941, con la nacionalización de todas las líneas de ancho ibérico, la estación pasó a integrarse en la red de la recién creada RENFE. Debido a la unificación que se produjo del trazado entre Córdoba y Almorchón, se decidió eliminar los depósitos de locomotoras de Belmez y Cabeza de Vaca, si bien en esta última estación se dejó una reserva de locomotoras dependiente del depósito de Córdoba-Cercadilla. La reserva sería eliminada en la década de 1960 con la implantación de la tracción diésel.
La decadencia de la actividad minera en la comarca marcó también la decadencia del complejo ferroviario, que fue perdiendo importancia. Varios ramales y minas fueron cerrados en la década de 1960. El 1 de abril de 1974 se cerró la línea al tráfico de pasajeros, lo que significó el cierre al servicio de muchas de las estaciones del trazado. Hacia finales de la década de 1970, debido a la crisis energética, la empresa ENCASUR abrió un pozo en Belmez para extraer carbón. Se llegó a tender un ramal que enlazaba la mina con la estación de Cabeza de Vaca, el cual entró en servicio en 1982. Debido a la nueva actividad, se reestructuró la playa de vías y se reacondicionó el edificio de la estación para que fuese ocupado por los empleados a cargo de las oficinas y del tráfico ferroviario. El ramal dejó de prestar servicio tras el cierre del pozo en 1986. Con posterioridad las antiguas instalaciones han sido desmanteladas y los edificios abandonados, quedando sin uso alguno. 